# Cristiano Zuliani
Cristiano Zuliani (Legnago, 18 giugno 1970) è un politico italiano.

## Biografia
Sindaco di Concamarise, è stato eletto nel 2009 ed è stato confermato nel 2014 e nel 2019.
Alle elezioni politiche del 2018 viene eletto al Senato della Repubblica, nelle liste della Lega nella circoscrizione Veneto. Termina il proprio mandato parlamentare nel 2022.